# Kalendarium historii Iławy

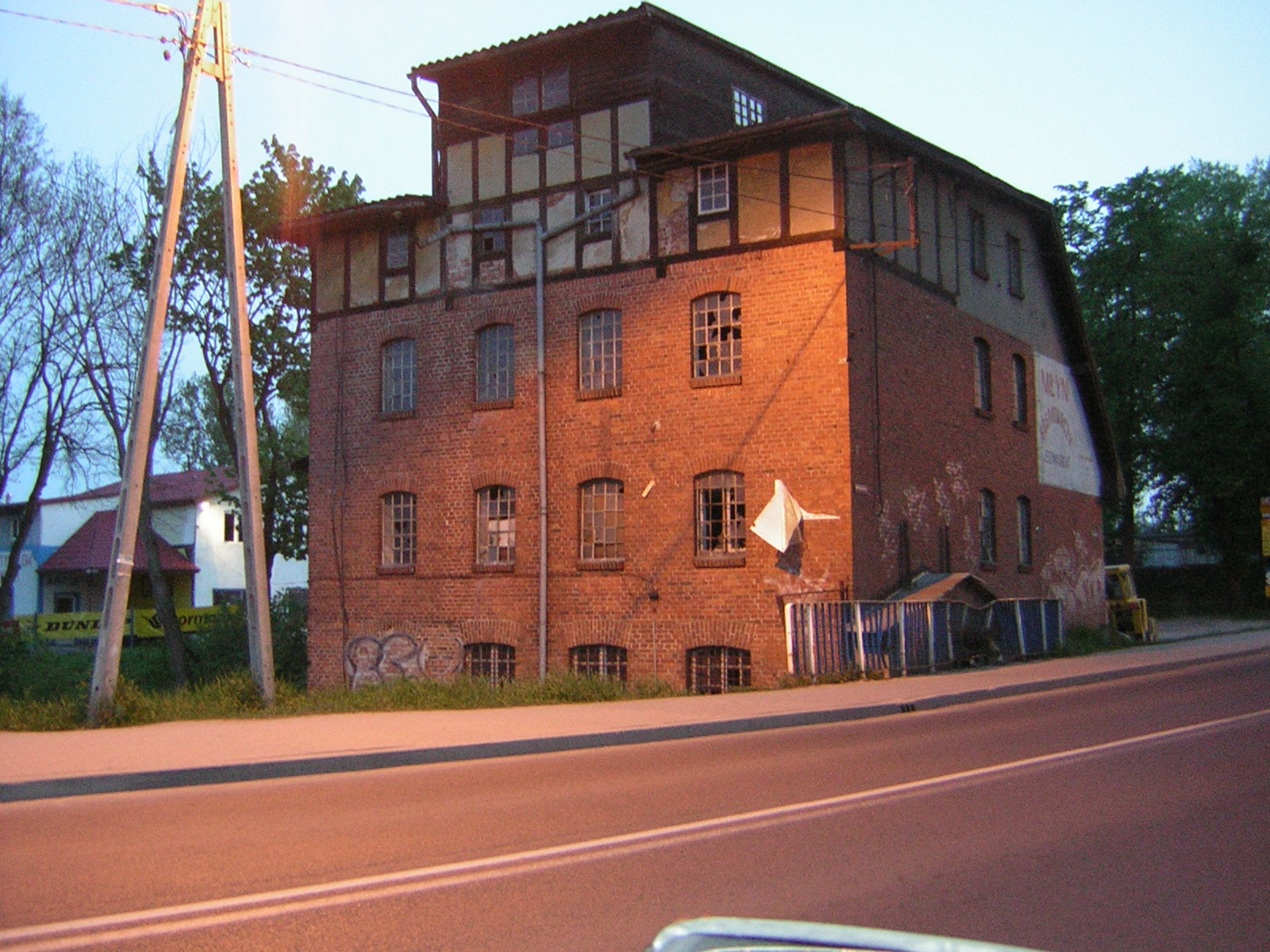
Młyn wodny z 1386 r.

Kalendarium historii Iławy

## XIII wiek
- 1249 – Krzyżacy opanowali teren późniejszej Iławy, należący pierwotnie do plemienia pruskiego Pomezan.
- 1283 – Ostateczny podbój całych Prus przez Krzyżaków; początek masowej kolonizacji tych terenów.

## XIV wiek
- 1305
  - Sieghard von Schwartzburg, komtur krzyżacki z Dzierzgonia założył (na prawie chełmińskim) w miejscu staropruskiej osady miasto Ylawia (lub Ylow), obecną Iławę. Jeszcze w XIV w. miasto otoczono murami obronnymi (dla porównania: Prabuty założono w 1277 r., Susz ok. 1300 r., Biskupiec Pomorski w 1325 r.).
  - Miasto otrzymało sąd i tzw. wolności miejskie, a więc ziemię zwolnioną od obciążeń podatkowych.

- 1317 – Iława posiadała sukiennice.
- 11 czerwca 1317 – Komtur dzierzgoński Luther von Braunschweig potwierdził przywilej lokacyjny z 1305 i nadał miastu kolejne przywileje.
- 1317-1324 – Budowa kościoła w Iławie (obecnie Kościół Przemienienia Pańskiego).
- 1320 – Komornikiem Iławy, zarządzającym miastem w imieniu zakonu, zostaje Heinrich V von Plauen, władzę sprawuje wspólnie z bratem Conradem.
- 1324 – W Iławie, należącej do diecezji pomezańskiej, podległej metropolii w Rydze, istniała parafia, a pierwszy znany z imienia pleban to Andrzej.

- 10 kwietnia 1333 – Uzupełnienie i odnowienie dotychczasowych przywilejów nadanych Iławie, wydane przez komtura dzierzgońskiego Günthera von Schwarzburg.
- 10 sierpnia 1338 – Komtur dzierzgoński Hartung von Sunnenburn wystawił uzupełnienie do nadanych wcześniej Iławie przywilejów; komornikiem Iławy został von Struge.
- 1340 – Iława przechodzi z komturstwa dzierzgońskiego do ostródzkiego, stając się jednocześnie siedzibą krzyżackiego zarządcy.
- 1349 – Komornikiem Iławy został Kundemunt von Maslauben.
- 1362-1363 – Zaraza zdziesiątkowała mieszkańców Iławy.
- 15 kwietnia 1372 – Proboszcz iławski Johann von Posilge został ławnikiem sądu rozjemczego.

## XV wiek
- 14 sierpnia 1404 – Komtur ostródzki Hans von Schonenfeld ofiarował trzęsawiska, leżące w obrębie gruntów miejskich.
- 12 listopada 1438 – Wielki mistrz zwołał w Iławie spotkanie przedstawicieli miast zakonu, którego celem było omówienie udzielenia pomocy cesarzowi w sporze z państwem polskim.
- ok. 1450 – Jedyny cech w mieście skupiał krawców; były ławy szewskie i sukienników.
- 21 maja 1450 – W Iławie odbyła się przysięga i hołd wierności wielkiemu mistrzowi Ludwikowi von Erlichshausenowi.
- 3 lutego 1454 – Iława wraz z Ostródą wstąpiła do Związku Pruskiego.
- 12 kwietnia 1454 – Między innymi delegaci Iławy: Casper Vegir i Casper Neubauer, składają królowi Kazimierzowi Jagiellończykowi deklarację hołdowniczą miast pruskich.
- 25 listopada 1454 – Po klęsce polskich wojsk pod Chojnicami Iława przechodzi na stronę zakonu; pełnię władzy w mieście obejmuje komtur ostródzki Wilhelm von Eppingen.
- 15 listopada 1454 – W Iławie wielki mistrz osadził rotę czeskiego zaciężnego Kirkego (ok. 300 osób).
- 13 stycznia 1455 – Czescy żołnierze traktują Iławę jak miasto podbite; Rada Miejska wysyła skargę do wielkiego mistrza.
- Maj 1455 – Nieopłacane należycie i terminowo wojska zaciężne przejęły władzę nad Iławą.
- 15 sierpnia 1456 – Wojska zaciężne zobowiązują się w następnym roku przekazać Iławę polskiemu dowództwu.
- 6 czerwca 1457 – Po ostatecznym spłaceniu wojsk zaciężnych do Iławy wkroczyły wojska polskie; czeskie wojska uznały władzę polskiego dowództwa.
- 1 października 1457 – Wobec narastających nieprzychylnych Polsce nastrojów mieszczanie usuwają resztki polskiej załogi i na swego starostę powołują dotychczasowego starostę ostródzkiego Ulryka von Kinsberga.
- 19 października 1466 – Na mocy pokoju toruńskiego południowa Pomezania wraz z Iławą pozostała pod panowaniem Krzyżaków, jednak już jako lenno polskie.
- ok. 1474 – Komendant miasta i komornik iławski Ulryk von Kinsberg powołał bractwo kościelne Bożego Ciała.
- 30 kwietnia 1499 – Wielki mistrz Frederick Sachsen, na prośbę mieszkańców Iławy, przeniósł organizowanie jarmarku w mieście na okres jesienny.

## XVI wiek
- 26 lipca 1513 – Iława, wraz z okręgiem administracyjnym, została przekazana w dzierżawę (do 1521) biskupowi pomezańskiemu Hiobowi von Dobeneck.
- po 1517 – W pobliżu Bramy Polskiej wybudowano szpital.
- 1520 – Naprawa drewnianego mostu (długiego) nad Jeziorakiem. Pożar mielcucha (słodowni) iławskiego.
- 1 stycznia 1520 – Iławę zajęły wojska polskie; miasto skapitulowało bez oporu; pierwszym polskim dowódcą został Stanisław Kostka, zaś po nim, 22 stycznia na czele grodu stanął rotmistrz Leonard Skromowski.
- 23 stycznia 1520 – Król Polski Zygmunt Stary nadał Iławie prawo pobierania myta na moście nad Jeziorakiem, po trzy szylingi od wołu i od każdego konia ciągnącego wóz z towarami przeznaczonymi na handel.
- 30 listopada 1520 – Na skutek zdrady mieszczan, opowiadających się po stronie zakonu, Iławę zdobyły wojska krzyżackie, dowodzone przez zarządzającego pobliską Ostródą, Pawła Fasolta; Leonard Skromowski, dotychczasowy zarządca Iławy, dostał się do niewoli.
- 30 marca 1522 – Wielki mistrz krzyżacki Albrecht Hohenzollern, w nagrodę za wierną służbę wojskową, obdarował braci Pawła i Wolfa Fasoltów starostwem iławskim.
- 1525 – Sekularyzacja zakonu krzyżackiego; powstało świeckie Księstwo Pruskie, lenno Polski, obejmujące m.in. starostwo iławskie, od tej pory dziedziczne.
- 1526 – Do Iławy przybył pierwszy proboszcz ewangelicki, Georg Link.
- 1536 – Starostą iławskim został Jakub von Diebes.
- 1540
  - Pierwszym, potwierdzonym w dokumentach, burmistrzem Iławy był Nickel Heiner.
  - Iława liczyła 450 mieszkańców, w tym m.in. 69 mieszczan posiadających obywatelstwo i 30 rzemieślników; miasto rozbudowywało się; poza murami, u ujścia Iławki, wybudowano siedem domków rybackich.
- 1541 – Wpływy z dziesięciny wpłacanej w Iławie na rzecz kościoła wyniosły 56 marek, z czego 40 otrzymał kapłan, 2 pisarz, zaś pozostałe fundusze przeznaczono na utrzymanie kościoła.
- 8 stycznia 1547 – Starostwo iławskie kupił za 19 tysięcy marek starosta ostródzki i miłakowski, Wolf von Kreytzen.
- 5 marca 1560 – Książę Prus Albrecht potwierdził wystawionym przez siebie dokumentem lenną podległość Iławy wobec jej dziedzicznych starostów.
- 1576 – W Iławie mieszkało 410 osób, w tym 70 mieszczan posiadających obywatelstwo; na przedmieściach Iławy, w okolicach Bramy Polskiej, było już 21 domów.
- 1590 – Iława, wraz z okolicą, należała do Hilbrandta von Kreytzena.
- 11 czerwca 1596 – Miasto uzyskało prawo do drugiego jarmarku.

## XVII wiek
- 8 marca 1613 – Książę Prus Johann Sigismund potwierdził prawo miasta do dwóch jarmarków; jeden w niedzielę po św. Małgorzacie, drugi w niedzielę po św. Bartłomieju.
- 1613 – Iława uzyskała prawo organizowania trzeciego jarmarku, do handlu bydłem.
- 7 września 1614 – Na mocy nadania księcia Prus Johanna Sigismunda iławianie otrzymali prawo do drewna, mającego być budulcem Mostu Długiego.
- 1618 – W Iławie było 390 mieszkańców.
- 1624 – Iława liczyła 350 osób.
- 1628 – zajęcie miasta przez wojska szwedzkie podczas wojny o ujście Wisły
- 1640 – Utrzymanie pastora iławskiego wynosiło rocznie 80 marek; tyle samo wynosiło utrzymanie nauczyciela.
- 1642
  - Do tego czasu wygląd Iławy wewnątrz murów miejskich nie ulegał znaczącym zmianom; na przedmieściach było już 26 domów.
  - W mieście wybudowano słodownię.
- 1642-1643 – Remont kościoła, a także przylegających do niego murów miejskich i zabudowań przykościelnych.
- 1647-1648 – Ze składek mieszczan iławskich wybudowano nową szkołę w mieście.
- 1651 – Pożar miasta.
- 1652 – Starania mieszkańców Iławy o nadanie im prawa organizowania kolejnego jarmarku zakończyły się sukcesem, argumentem było zdobycie funduszy na odbudowę miasta po pożarze.
- 1653 – Remont szkoły w Iławie; kolejnych dokonano w latach 1664, 1671 i 1673.
- Kwiecień 1656 – W Iławie kwaterowało półtora kompanii (170 ludzi) wojsk brandenburskich pod dowództwem kpt. Bachmana.
- Maj 1656 – Gen. Joachim von der Goltz przechodził wraz ze swymi wojskami przez starostwo iławskie.
- 1 grudnia 1656 – Przez kolejne trzy miesiące w Iławie kwaterował płk Schöneich; po nim zaś płk Polentz.
- Styczeń 1657 – W pobliżu Iławy nastąpił przemarsz wojsk hetmana polnego koronnego Stefana Czarnieckiego, udających się w stronę Gdańska; do miasta wkroczyły wojska brandenburskie.
- Marzec-maj 1657 – W Iławie kwaterował płk Johann von Klingsporn.
- 1657-1663 – Długotrwały konflikt pomiędzy mieszkańcami Iławy a starostą von Kreytzenem, dotyczący składania przysięgi wierności rodzinie dziedzicznych właścicieli miasta; przywódcą mieszczan był Jan Bunkofski (Buńkowski).
- 22 maja 1663 – Na mocy decyzji elektora pruskiego mieszczanie iławscy nie musieli składać przysięgi wierności dziedzicznym starostom miasta.
- 1670 – Starosta iławski von Kreytzen wydaje zgodę szpitalowi na łowienie ryb w Jezioraku.
- 1673
  - Dziurawy dach iławskiego kościoła uniemożliwiał nabożeństwa w czasie deszczu; wilgoć uszkodziła także organy.
  - Starosta von Kreytzen ustanowił fundację, mającą wspierać najuboższych mieszkańców Iławy.
- 1676
  - W Iławie była już apteka.
  - Pierwszy raz w dokumentach wymieniono w Iławie szkołę miejską, na czele której stał rektor.
- 9 listopada 1678 – Pożar miasta.
- 1686 – Kolejny pożar Iławy.
- 6 lipca 1690 – Ród von Kreytzena sprzedał starostwo iławskie za 33 tysiące polskich guldenów staroście dąbrowieńskiemu, Ernstowi Finck von Finckensteinowi. Przeniósł on siedzibę starostwa z Iławy do należących także do niego Rudzienic.
- 1 listopada 1691 – Iławska Rada Miasta, na mocy zarządzenia księcia Prus, musiała ponownie składać przysięgę lenną dziedzicznym starostom.
- 1693 – Remont iławskich murów obronnych.
- 1694 – Nauczyciel w Iławie zarabiał rocznie 100 marek.
- 1697 – Organmistrz z Prabut wyremontował organy w kościele iławskim; otrzymał za to 1005 marek.
- ok. 1700 – Zabudowa Iławy była niemal wyłącznie drewniana, niekiedy był „pruski mur”; oprócz kościoła, szpitala i domu parafialnego – zbudowanych z cegły, pozostałe budynki były kryte strzechą.
- ok. 1700 – Iława miała dwa hotele – jednopokojowy – „Biały Łabędź” i dwupokojowy – „Czarny Orzeł”.

## XVIII wiek
- 1703-1704 – W miejscu starego wybudowano nowy szpital w Iławie.
- 26 czerwca 1706 – Najgroźniejszy pożar w dziejach miasta: spłonął m.in. ratusz na rynku iławskim, szpital, browar, poważnie zniszczona została szkoła; ocalał kościół i trzy domy; miasto całkowicie odbudowano dopiero w połowie XVIII w. (wówczas powstały głównie budynki murowane).
- 1713-1754 – W Iławie wybudowano około 50 nowych domów murowanych.
- 1722 – W Iławie mieszkało 15 rodzin żydowskich.
- 1726 – Za kwotę 140 talarów wybudowano w Iławie nowy browar.
- 1730
  - Burmistrz iławski otrzymywał wynagrodzenie w wysokości 15 talarów, komornik miejski 20, a sędzia i rajcowie po 6 talarów; najwyższe wynagrodzenie pobierał pisarz miejski – 33 talary i 30 groszy oraz dodatkowo 11 talarów na utrzymanie mieszkania.
  - Początek kolejnego konfliktu mieszczan z dziedzicznym starostą Iławy Finc von Finckensteinem, dotyczącego składania lennej przysięgi oraz kwestii związanych ze zwierzchnictwem nad sądownictwem; starosta aresztował burmistrza Mücka wraz ze starszyzną miejską i wydał nakaz wywiezienia ich do twierdzy w Królewcu
- 1733 – W Gdańsku odlano nowe dzwony do iławskiego kościoła.
- Wiosna 1734 – Obok Iławy, z Grudziądza na Warmię, przemaszerował oddział wojsk wiernych Stanisławowi Leszczyńskiemu, dowodzony przez kasztelana rypińskiego Sebastiana Mełdzyńskiego; żołnierze w obawie przed elektorem brandenburskim nie zdecydowali się wejść do miasta i zdobyć zaopatrzenie.
- 4 czerwca 1736 – Dzięki decyzji króla Prus, Iława uzyskała samodzielne sądownictwo, niezależne od dziedzicznych starostów miasta, jak również zwolnienie od składania im przysięgi lennej; von Finckenstein za obrazę mieszczan miał zapłacić 200 talarów grzywny.
- 24 czerwca 1738 – Odbył się w Iławie jarmark.
- 1740
  - W Iławie mieszkało 586 osób, w tym 303 mężczyzn
  - Rzeźbiarz Selcke wykonuje nowy ołtarz do iławskiego kościoła.
- 25 sierpnia 1750 – Uchwalono prawo do budowy 61 nowych domów w mieście.
- po 1750 – Mieszkańcy Iławy mieli własnego lekarza.

- 1751 – Remont zakrystii.

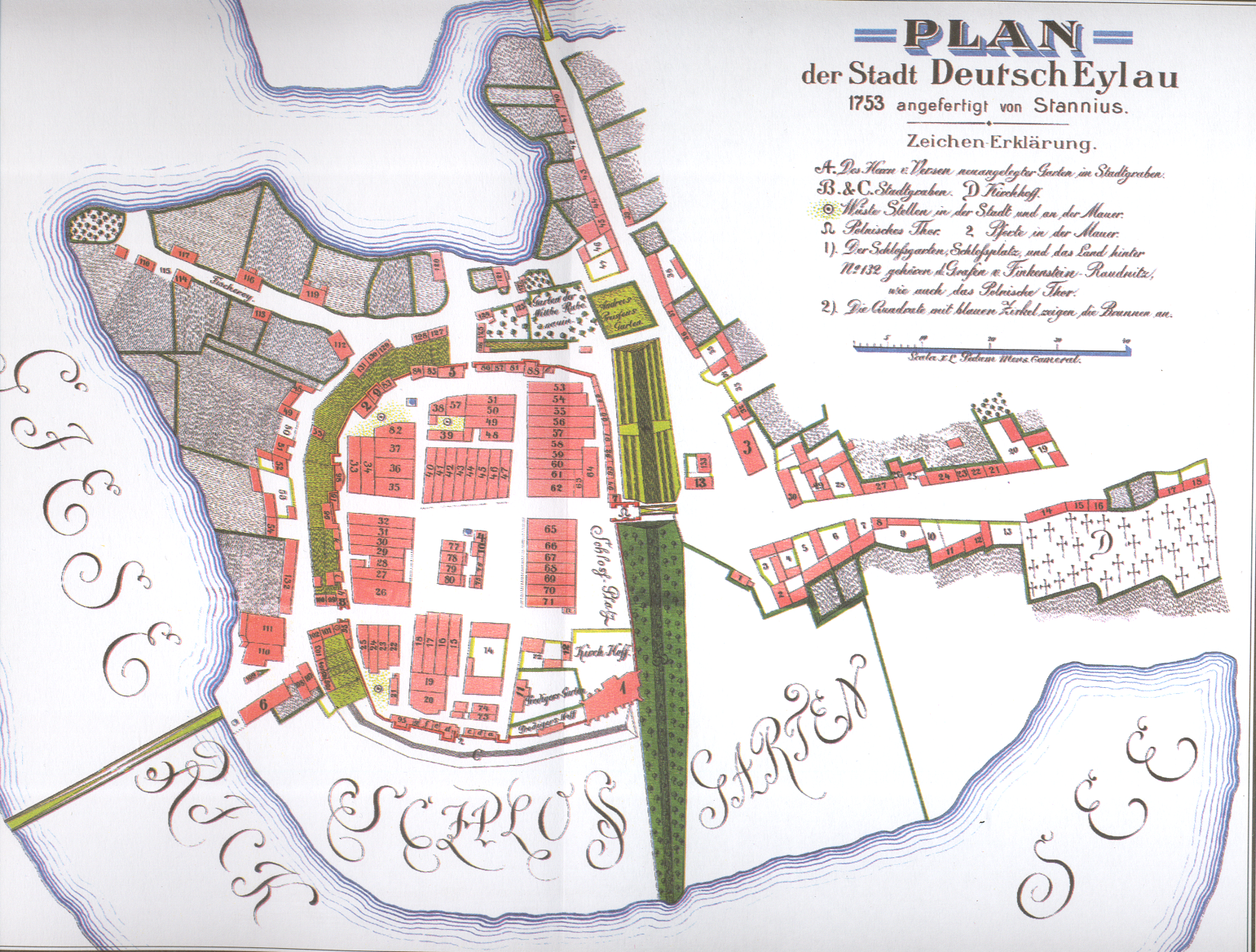
Plan Iławy z 1753 r.

- 1752 – Starostwo iławskie podporządkowano okręgowi w Morągu.
- 15 kwietnia 1752 – Zmarł dziedziczny właściciel Iławy, Wilhelm Albrecht von Finckenstein.
- 3 lipca 1753 – Na skutek uderzenia pioruna zapalił się dach kościoła w Iławie; podczas pożaru zniszczeniu uległy organy; początek konfliktu pomiędzy starostą a mieszczanami, dotyczący braku funduszy na odbudowę i rozbudowę miasta.
- 1754 – Po sześciu latach sporów, dotyczących fundatorów, wybudowano nową szkołę.
- 1756-1763 – Wojna siedmioletnia (w latach 1758–1762 w Iławie stacjonowały wojska rosyjskie, których utrzymanie spadło na mieszkańców).
- 1767
  - Wybudowano w Iławie nowy mielcuch; poprzedni spłonął w 1765.
  - Osadzono w mieście garnizon dragonów (418 mężczyzn); łącznie z nimi Iława liczyła 1219 osób.
- 1770 – Liczba mieszkańców (bez garnizonu) wzrosła do 882 osób.
- 1772 – W Iławie było 924 mieszkańców stałych oraz 128 żołnierzy garnizonu.
- 1773-1774 – Wpływy z podatków iławskiej kasy miejskiej wyniosły 524 talary, co w zdecydowanej większości przeznaczono na wynagrodzenie urzędników
- 1778 – W Iławie odnotowano brak pustych posesji przeznaczonych na budowy; w całym mieście (łącznie z przedmieściami) były wówczas 143 domy.
- 1780 – W Iławie mieszkało 986 osób
- 1782 – Iława miała 1045 mieszkańców, w tym 137 żołnierzy miejscowego garnizonu.
- 1783 – Łącznie z przedmieściami, w Iławie było 147 domów.
- 1784 – Właściciel starostwa iławskiego, Konrad Albrecht Friedrich Finck von Finckenstein sprzedał je hrabiemu Karolowi Ludwikowi Aleksandrowi von Dohna-Schlodienowi.
- 1786 – W Iławie wybudowano nową szkołę; podobnie jak w latach poprzednich, powstała ona po długich sporach dotyczących kwestii finansowania budowy obiektu.
- 1790 – Powstała w Iławie szkoła dla dziewcząt.
- 1795 – W Iławie mieszkały 1202 osoby.
- 1799 – Powiększono cmentarz usytuowany za Bramą Polską przy drodze do Lubawy; rozwój jego terenu następował w kierunku dzisiejszego dworca kolejowego.
- ok. 1799 – W Iławie mieszkała już tylko jedna rodzina żydowska.

## XIX wiek
- 1801 – Łącznie z kwaterującymi wówczas wojskami Iława liczyła 1530 mieszkańców.
- 1803 – Von Jackowski nabył od miasta uprawnienia browarnicze i przeniósł browar poza teren Iławy.
- 1805 – W Iławie wyprodukowano 1272 beczułki piwa i 270 antałków gorzałki – znacznie więcej niż w innych miejscowościach powiatu.
- 1806 – W ciągu całego roku w mieście stacjonowało łącznie ok. 17000 żołnierzy francuskich.
- 1808 – W Iławie mieszkało m.in. 43 szewców, 20 sukienników, 8 krawców, 5 kołodziejów, 5 kowali, 4 ślusarzy, 3 tokarzy, a także aptekarz i chirurg.

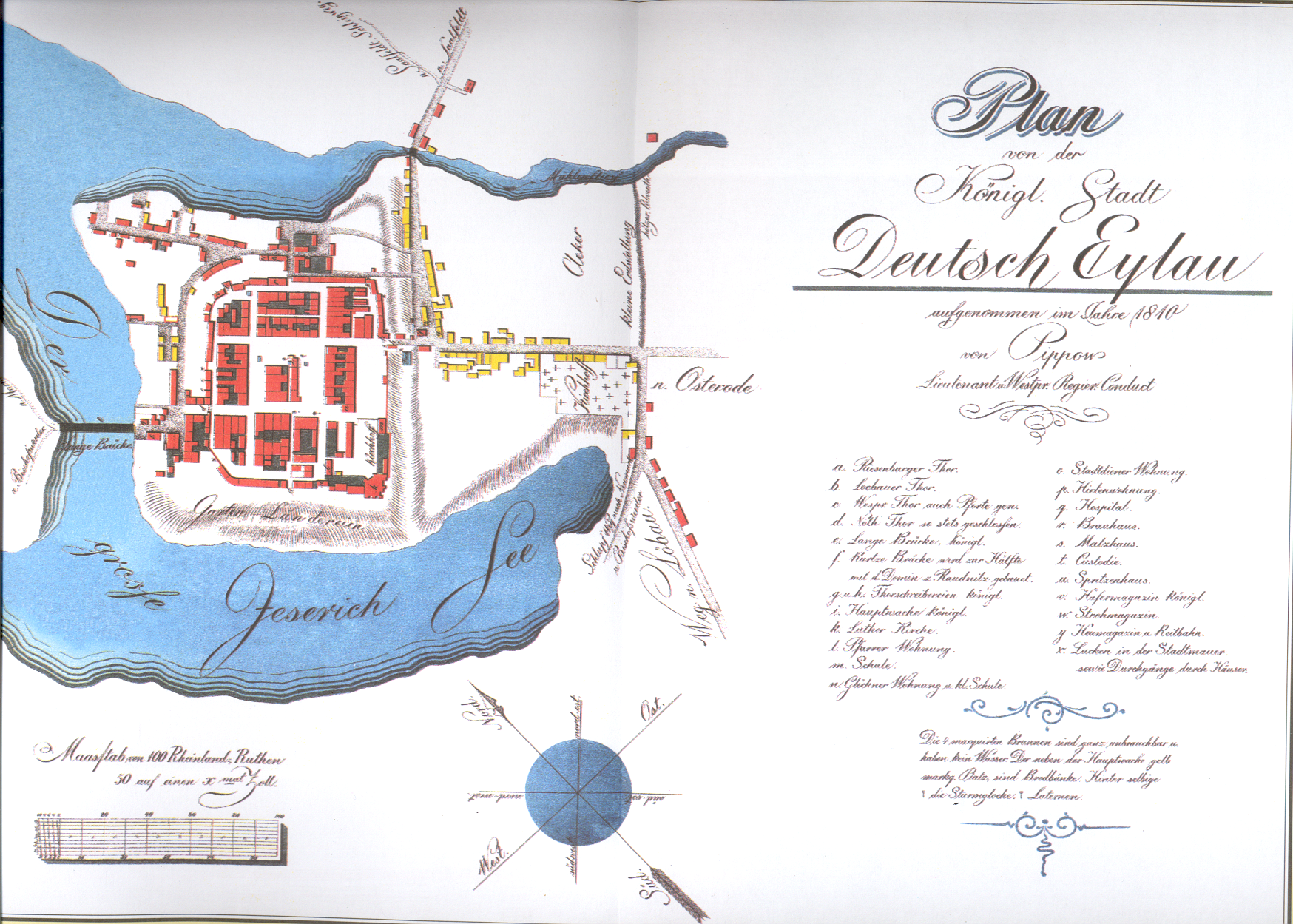
Plan Iławy z 1810 r.

- 20 listopada 1808 – Iława uzyskała niezależność od dziedzicznych właścicieli starostwa.
- 12 lutego 1809 – Wybory rajców miasta Iławy.
- Grudzień 1809 – Iława liczyła 1318 mieszkańców.
- 1810 – Burmistrz Iławy rocznie zarabiał 150 talarów, sekretarz miasta – 100 talarów, skarbnik – 72 talary, zaś urzędujący rajcowie po 6 talarów.
- Marzec-czerwiec 1812 – W mieście kwaterowały wojska francuskie, przygotowujące się do wyprawy na Rosję.
- 1812–1813 – Przemarsze wojsk napoleońskich spowodowały znaczne zniszczenia (rabunki i rekwizycje) w okolicach Iławy.
- 1813 – Iławę zajęły wojska rosyjskie, m.in. 700 Kozaków.
- 1815 – Za kwotę 5 tysięcy talarów powstała w mieście nowa szkoła.
- 1816 – W Iławie ponownie zaczął stacjonować garnizon, tym razem V Zachodniopruski Regiment Kirasjerów.
- 1817 – Wybudowano więzienie; dotąd cele więzienne znajdowały się w Bramie Wodnej.
- 1818 – Iławę przyłączono do Królewskiej Rejencji Kwidzyńskiej; weszła

w skład powiatu suskiego.
- 1831 – Epidemia cholery w Iławie; od 6 października do 24 listopada zmarło 205 osób (następne epidemie odnotowano w 1848 – zmarło 227 osób, w 1853 – 96 osób i w 1855 – zmarło 59 mieszkańców).
- 1846 – W Iławie pracował tylko jeden lekarz i dwie położne, była też jedna apteka.
- 1848
  - Jeziorak stał się wyłączną własnością miasta.
  - W Iławie powstała straż miejska, na której czele stanął posterunkowy Karwiese; po dwóch latach kompetencje straży przejęło bractwo kurkowe.
  - Spośród 398 chorych na cholerę, umarło 227 osób.
- 1850
  - W mieście powstał garnizon wojskowy.
  - W Iławie było 55 kupców, 36 szewców, 12 krawców, 13 stolarzy, 11 zdunów, 7 rzeźników, 6 piekarzy, 5 siodlarzy, 6 ślusarzy, 3 grabarzy, 3 tokarzy, 3 kowali, 2 kuśnierzy, 2 tkaczy, 2 stelmachów, 2 zegarmistrzów, 2 szklarzy, 2 farbiarzy, jeden introligator, jeden malarz i również jeden grzebieniarz.
- 1850 – Stacjonujący w mieście szwadron kirasjerów został zastąpiony pułkiem ułanów.
- 1853 – Ponowna epidemia cholery, na 198 zarażonych, zmarło 96 osób.
- 15 marca 1854 – W Ławicach koło Iławy urodził się Emil Behring, noblista z 1901 za wynalezienie surowicy przeciwbłonniczej.
- 27 maja 1858 – Położono kamień węgielny pod budowę kościoła katolickiego w pobliżu Bramy Polskiej, na skrzyżowaniu dzisiejszej ul. Niepodległości i Dąbrowskiego.
- 1859 – Powstała szkoła katolicka.
- 1860 – Oddano do użytku iławską odnogę Kanału Elbląskiego, łączącą Jeziorak z jeziorem Drużno.
- 31 maja 1961 – Po trzech latach budowy konsekrowano kościół katolicki; rozebrany w 1965.
- 1863 – Uruchomiono drogę łączącą Iławę z Prabutami i Suszem.
- 1864
  - W powiecie suskim były 82 szkoły, zazwyczaj jednoklasowe.
  - Iława liczyła ponad 2500 mieszkańców.
- 1865 – Wybudowano drogę z Iławy do Lubawy.
- 1866-1867 – W Iławie stacjonował szwadron dragonów X pułku króla Saksonii Albrechta.
- 1871 – ** Mimo protestów proboszcza Gralla, iławianie, dla uczczenia zwycięstwa Prus w wojnie z Francją, posadzili dąb pokoju na placu szkolnym przy kościele.
  - 27,5% mieszkańców Iławy stanowili analfabeci.
- 1 grudnia 1872 Otwarto linię kolejową łączącą Toruń – Iławę – Ostródę – Wystruć.
- 1874
  - Powstała szosa do Kisielic.
  - Otwarto prywatną szkołę założoną przez pannę Stürckow.
- 1875
  - Zaczęła ukazywać się gazeta „Deutsch-Eylauer Zeitung”.
  - Przeniesiono komendę okręgową policji z Prabut do Iławy.
- 1 sierpnia 1876 – Otwarto linię kolejową, łączącą Iławę z Malborkiem, potem – 18 sierpnia 1877 też z Mławą, co w konsekwencji umożliwiło połączenie kolejowe Iławy z Warszawą, Gdańskiem i z Berlinem.
- 1 października 1876 – Uruchomiono linię kolejową do Montowa.
- 1877 – Funkcjonowała w Iławie fabryka maszyn, parowa odlewnia żelaza, dwa tartaki, fabryka papy, dwa browary i fabryka mydła.
- 1880 – W szkole miejskiej powstały dwie klasy gimnazjalne – piąta i szósta.
- 1882 – Wybudowano linię kolejową do Brodnicy.
- 10 lutego 1884- Na wniosek iławskich rzemieślników otwarto Szkołę Doskonalenia Rzemiosła dla młodzieży, mającą przysposabiać czeladników.
- 1891
  - Powstała szosa Iława–Ostróda.
  - Wybudowano w mieście rzeźnię.
- 1895
  - W wieku 69 lat umarł burmistrz Iławy Staffehl (funkcję tę sprawował 22 lata); kilka miesięcy władzę w mieście sprawował wiceburmistrz Gustaw Menckle, natomiast 1 października nowym burmistrzem został Bruno Grzywacz.
  - W mieście było 38 lamp ulicznych.
- 1897-1898 – Powstała sieć gazownicza.
- 1898 – Początek iławskich wodociągów.
- 1898-1899 – Drewniany most przez jezioro w Iławie zastąpiono żelaznym.
- 1899
  - Oddano do użytku gazownię w Iławie (przebudowywana w 1910 i 1926, obecnie Cerkiew Bizantyjsko-Ukraińską).
  - W Iławie rozebrano przytułek dla ubogich usytuowany nieopodal Bramy Polskiej (zwanej też Lubawską) przy drodze do Zalewa; pod koniec XIX w. budynek ten wykorzystywano do celów szkolnych.
  - Oddano do użytku szkołę miejską (Obecnie Budynek szkoły podstawowej nr 1 im. Mikołaja Kopernika w Iławie).
- 1900
  - W Iławie było 351 zakładów przemysłowych i warsztatów rzemieślniczych, w tym fabryka maszyn i odlewnia żeliwa z napędem parowym, dwa tartaki, fabryka papy, dwa browary, wytwórnia mydła, ale też wiele placówek handlowych i gastronomicznych, w tym 55 szynków i gospód.
  - Wybrukowano Staafelderstrasse, obecną Dąbrowskiego; wytyczono i wybrukowano ulice: Oberwali i Niederwall (obecnie Jagiellończyka i Narutowicza).
  - Powstał stały most na Iławce.
  - Rozbudowano gazownię miejską.

## XX wiek
- - Początek budowy nowych koszar przy Jemielnickiej Drodze (obecna 1 Maja).
- 1900-1904 – Dalsze, stopniowe uruchamianie w Iławie wodociągów i kanalizacji.
- 1901
  - Początek budowy przytułku dla ubogich; dotychczasowy szpital otrzymał nazwę Szpitala Sióstr Miłosierdzia.
  - Wybrukowano ulicę Ostródzką (obecnie Kościuszki).
  - W lesie miejskim wybudowano tzw. zameczek leśny z restauracją.
- 1902
  - W Iławie zwiększono liczbę rajców miejskich z 18 do 24.
  - Oddano do użytku Królewskie Gimnazjum Humanistyczne (obecnie LO im. Stefana Żeromskiego), którego kierownikiem został Gansky.
  - Rozpoczęła działalność Szkoła Doskonalenia Zawodowego dla kupców.
  - Powstała miejska kasa oszczędnościowa.
  - Uruchomiono linię kolejową, łączącą Iławę z Nowym Miastem Lubawskim i Brodnicą, dzięki czemu Iława stała się głównym węzłem kolejowym w tym rejonie.
  - Wybudowano drogę z Iławy do Zalewa.
  - Nad Jeziorakiem powstało kąpielisko miejskie.
  - W Iławie istniało 351 zakładów rzemieślniczych i przemysłowych.
  - Na ulicach miasta świeciło się już ponad 100 lamp gazowych.
- 1903
  - Przekształcono Wojskowy Urząd Pocztowy w cywilny, od tej pory podległy dyrektorowi poczty Schulzowi.
  - Oddano do użytku drogę łączącą Iławę z Biskupcem.
- 25 listopada 1903 – Początek prac przy budowie przepompowni ścieków.
- 1904
  - W Iławie utworzono Inspekcję Ruchu Kolejowego.
  - Powstała droga łącząca Iławę z Nowym Miastem Lubawskim (przez Radomno).
- 1908 – W tzw. małym lesie wybudowano muszlę koncertową i restaurację.

- 1910

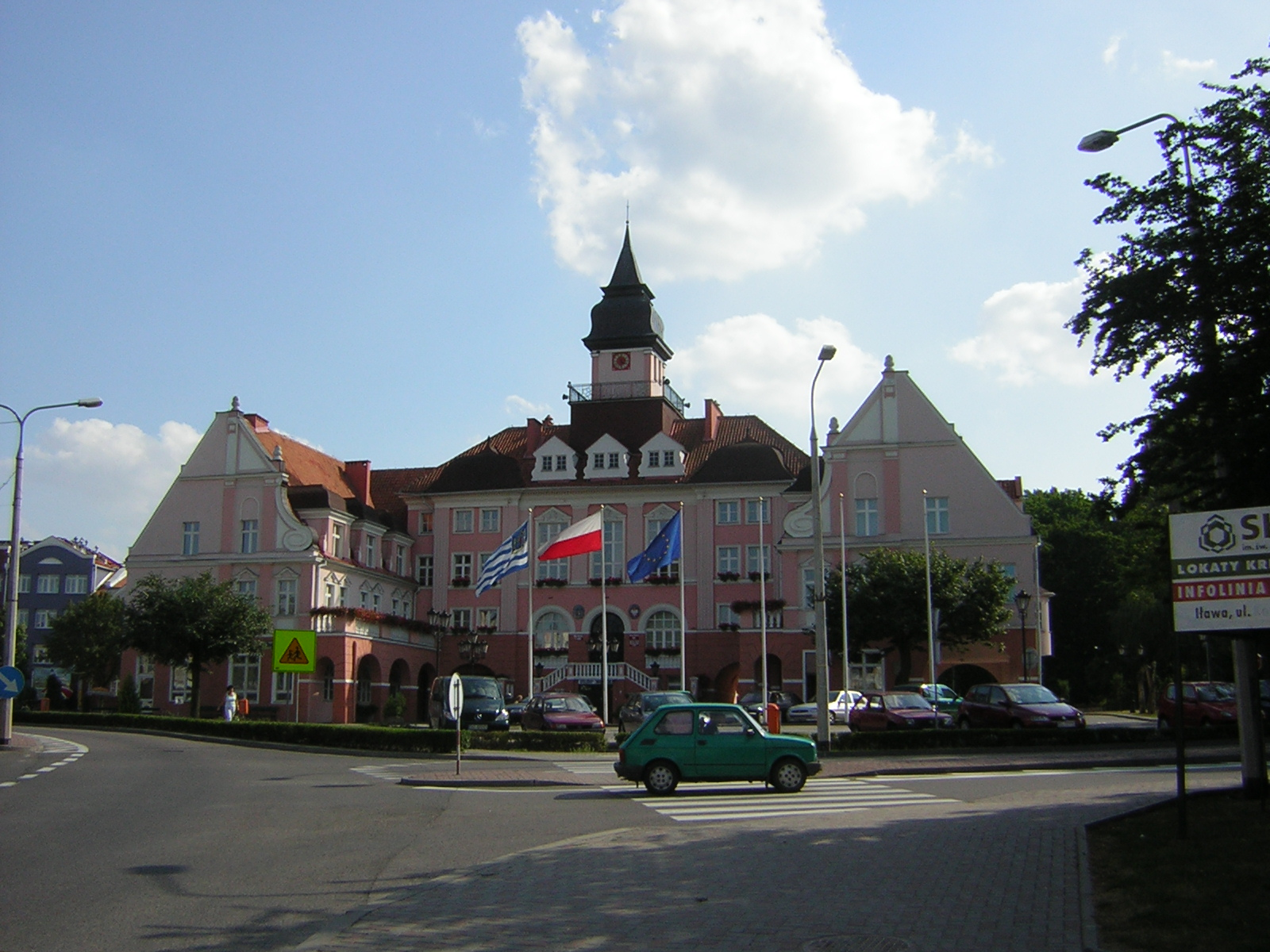
Iławski ratusz z 1912 r.

  - W Iławie mieszkało 10 086 osób, w tym trzytysięczny garnizon.
  - Początek budowy ratusza (ukończonego w 1912) oraz dzielnicy willowej przy ul. Parkowej.
- 1910-1933 – Burmistrzem był Karl Friedrich Giese.
- 1911 – W Iławie powstał Związek Niemieckich Katolików.

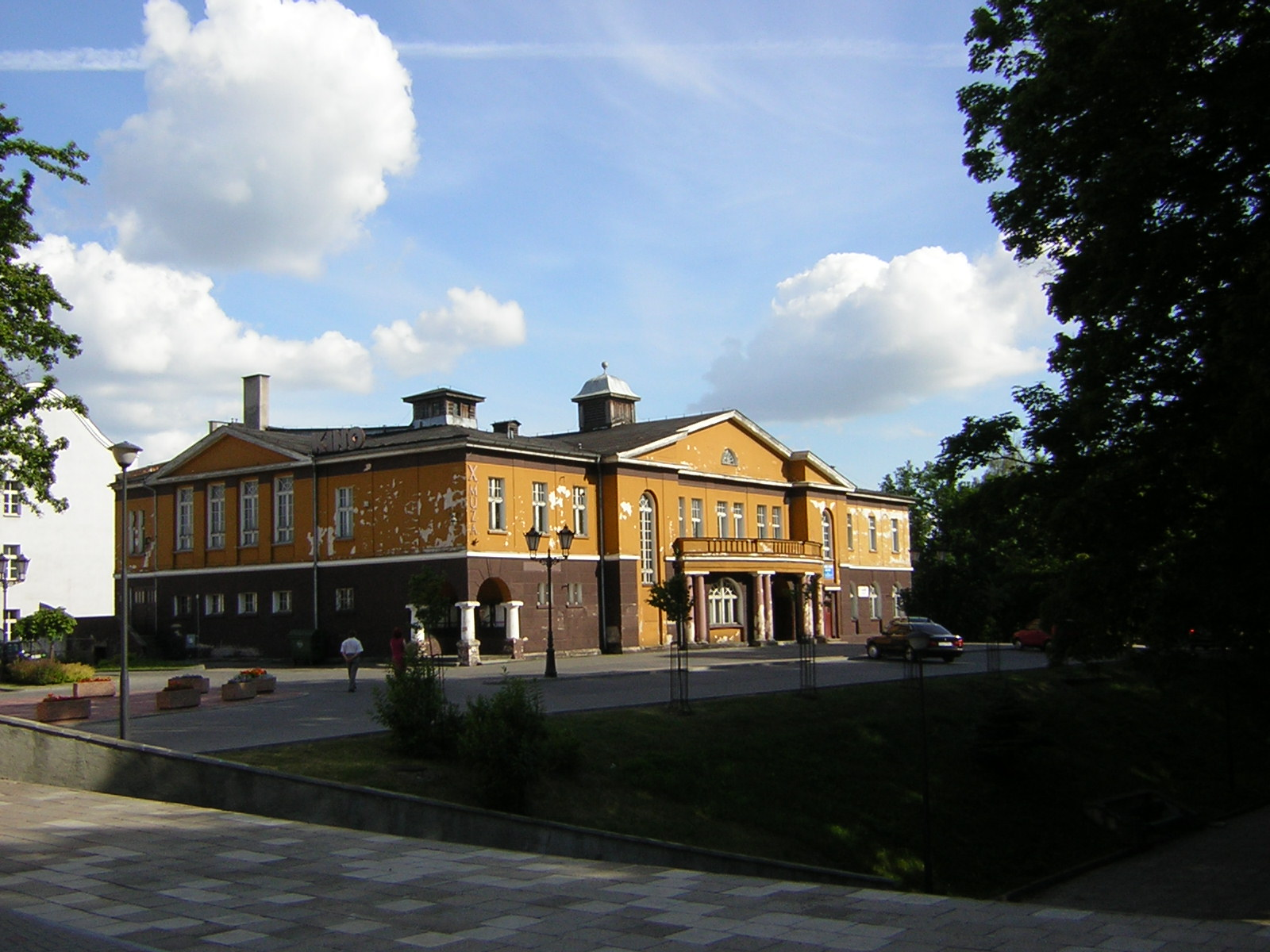
Kino X Muza w trakcie renowacji (dawn. hala miejska)

- 1916 – Powstały w mieście kolejne koszary, a także poczta i piekarnia; rozpoczęto prace przy budowie Hali Miejskiej (obecnie budynek kina).
- 1919-czerwiec 1925 – W Iławie wybudowano 17 domów, w których łącznie było 161 mieszkań, głównie małych, dwuizbowych.
- 21 maja 1919 – Po zebraniu stronnictw politycznych działających w powiecie powstała w Iławie Wspólnota Pracy (Arbeitsgemeinschaft), organizacja ponadpartyjna, mająca na celu zjednoczenie ludności niemieckiej w myśl zasady „Ojczyzna ponad partiami”, przed planowanym plebiscytem. W powiecie suskim i w samej Iławie Wspólnota Pracy była zdominowana przez wpływy Niemieckiej Narodowej Partii Ludowej (Deutschnationale Volkspartti).
- 1920
  - Początek perspektywicznego rozwoju miasta, polegający głównie na budowie osiedla domków jednorodzinnych, gdyż miasto posiadało już w centrum wszystkie najważniejsze gmachy tzw. użyteczności publicznej i kamienice.
  - Ukończono budowę promenady na północnym wybrzeżu Małego Jezioraka.
  - Iława liczyła 11 677 mieszkańców.
- 14 marca 1920 – Odbył się w Iławie w hotelu „Kronprinz”, gdzie mieściła się siedziba polskiej Rady Ludowej na powiat suski, więc przedplebiscytowy. Wzięło w nim udział ok. 800 Polaków. Doszło do zamieszek, po czym wiec przerwano. W dniu plebiscytu aresztowano właściciela tego hotelu.
- Maj 1920 – W Iławie przed zbliżającym się terminem plebiscytu powstała mieszana Straż Bezpieczeństwa, złożona ze 105 Niemców i 45 Polaków.
- maj/czerwiec 1920 – Jan Wojeński, kupiec mieszkający w Iławie, został kierownikiem komendy Straży Mazurskiej na powiat suski.
- 24 maja 1920 – Odbył się polski wiec przedplebiscytowy w Iławie, tym razem obroniony przez członków Straży Mazurskiej.
- 11 lipca 1920 – Plebiscyt na Warmii, Mazurach i Powiślu; w Iławie „za Polską” opowiedziało się 235 osób, czyli 5% głosujących, 50 osób w Prabutach, a 8 osób w Suszu.
- 1922
  - W Iławie powstała sala koncertowa.
  - W tzw. małym lesie rozpoczęto budowę stadionu i kortów tenisowych; w pobliżu Zameczku Leśnego powstała gospoda dla młodzieży.
- 1925 – Miasto zajmowało powierzchnię ok. 3000 ha, z czego 50 ha było terenem zabudowanym (w 1935 tereny zabudowane w Iławie zajmowały już 133 ha).
- 1926 – Powstała kolejna szkoła średnia w Iławie.
- 6 czerwca 1927 – Otwarto kąpielisko miejskie.
- 1928 – Na bazie dawnej szkoły prywatnej, założonej w 1874, powstało Liceum Miejskie, pod koniec lat trzydziestych, po reorganizacji i znacznym unowocześnieniu, przemianowane na Żeńską Szkołę Średnią Gospodarstwa Domowego.
- 20 maja 1928 – Wybory do Reichstagu; w Iławie 5 osób głosowało na NSDAP, co na tle innych miast Prus Wschodnich było sukcesem tej nieznanej jeszcze szerzej partii.
- 1930
  - Początek działalności NSDAP w Iławie; organizatorem pierwszej grupy lokalnej (a więc liczącej co najmniej 10 osób) był mieszkaniec Iławy – Fritz Schoenwald, należący do NSDAP od 1923.
  - Powstała 5-klasowa szkoła katolicka; funkcjonowała do 1933.
- Grudzień 1930 – W Iławie do NSDAP wstępuje coraz więcej mieszkańców; w tym miesiącu partia pozyskała w mieście 60 nowych członków, a iławskie SA liczyło już 142 osoby.
- 1931 – Początek budowy nowego kościoła katolickiego w Iławie. Oddano do użytku jedną z nowocześniejszych w Prusach Wschodnich – szkołę miejską.
- 27 kwietnia 1931 – W Iławie w czasie zamieszek na tle politycznym zastrzelono młodego hitlerowskiego bojówkarza, Karla Freyburgera. Codziennie z iławskiego dworca kolejowego odjeżdżały cztery pociągi do Berlina, dziewięć do Olsztyna, osiem do Malborka i po jednym do Warszawy i Wrocławia. Ponadto kursowały autobusy do Kisielic i Zalewa.
- 1 stycznia – 15 marca 1932 – W Iławie NSDAP zorganizowało 14 dużych agitacyjnych zebrań. *1933 – W Iławie mieszkało 12 836 osób.
- 5 marca 1933 – Wybory do Reichstagu; w Iławie ok. 1/3 mieszkańców głosowała na NSDAP, dzięki czemu partia ta w mieście zdobyła 54,7% ważnych głosów.
- 11 czerwca 1933 – Odbyła się konsekracja kościoła katolickiego wybudowanego przy ul. Dworcowej (dzisiejszej Kardynała Stefana Wyszyńskiego).
- 1934-1935 – Dochody własne miasta wyniosły 520 tys. marek, dotacji centralnych potrzebowano 610 tys. marek, zaś dług Iławy wobec państwa wynosił wówczas 3248 tysięcy marek.
- 1934 – Wybudowano kościół parafialny przy późniejszej ulicy Królowej Jadwigi.
- 1935 – Z ogółu rodzin mieszkających w Iławie, 22,5% było dwuosobowych, 47,5% trzy- i czteroosobowych, 30,0% pięcio- i więcej osobowych.
- 1936
  - Około 80% mieszkańców Iławy miało kanalizację w mieszkaniach.
  - Wybudowano w mieście największą we wschodnich Niemczech przetwórnię ziemniaków, tzw. krochmalnię, zatrudniającą 200 osób.
- 1938
  - W Iławie oddano 82 mieszkania komunalne.
  - Oddano do użytku mleczarnię.
- 17 maja 1939 – W Iławie mieszkały 12 772 osoby, w tym 6028 mężczyzn oraz dodatkowo 1150 mężczyzn w garnizonie.
- do 1939 – Po Jezioraku pływały dwa miejscowe statki osobowe i jeden towarowy, ale też zawijały statki z Ostródy, a nawet z Elbląga.
- 1939 – W Iławie były cztery tartaki, dwie cegielnie, krochmalnia, fabryka mebli, fabryka papy, zakład naprawy maszyn rolniczych, wytwórnia octu, młyn i browar.
- 1939-1945 – W czasie II wojny światowej w Iławie naprzeciwko dworca kolejowego znajdował się obóz karny, będący filią więzienia w Sztumie oraz obóz dla robotników przymusowych.
- 19–20 stycznia 1945 – Poinformowano mieszkańców Iławy o konieczności natychmiastowej ewakuacji.
- 22 stycznia 1945 – Iławę zdobyła Armia Czerwona.
- Kwiecień 1945 – Przybywają do miasta pierwsi przedstawiciele administracji polskiej; starostą suskim (iławskim) został Mieczysław Borowiecki. Początek zorganizowanego osadnictwa w Iławie i w powiecie. Zorganizowano Zarząd Miejski w Iławie.
- 7 maja 1945 – Przy ul. Pocztowej 3 (obecnie Grunwaldzkiej) otwarto pierwszy polski Urząd Pocztowy, którego naczelnikiem został Wiesław Żyliński.